# Stadsfjärden, Borgå
Stadsfjärden (finska: Kaupunginselkä) är en fjärd i Finland. Den ligger i landskapet Nyland, i den södra delen av landet, 50 km nordost om huvudstaden Helsingfors.